# 郭履容
郭履容（1926年10月—2014年8月），女，四川资中人，中国教育工作者，曾任第七、八届全国政协委员。